# 頭孢克洛
头孢克洛（英語：Cefaclor），商品名如希克劳，是第二代头孢类抗生素，用来治疗由细菌感染导致的症状如肺炎，化学名(6R,7R)-7-[(R)-2-氨基-2-苯乙酰氨基]-3-氯-8-氧代-5-硫杂-1-氮杂双环[4.2.0]辛-2-烯-2-甲酸，化学式C15H14ClN3O4S。頭孢克洛於1973年獲得專利，並於1979年被批准用於醫療方面。

## 适应症
主要适用于敏感菌所致的呼吸道感染如：肺炎、支气管炎、咽喉炎、扁桃体炎等；中耳炎；鼻窦炎；尿路感染如：淋病、肾盂肾炎、膀胱炎
；皮肤与皮肤组织感染等；胆道感染等。

## 用法及用量
口服。成人通常0.5g/次，3次/日，严重感染时可加倍，但一日总剂量不超过4g。小儿按体重一日20～40mg/kg，分3次服用，严重感染时可加倍，但一日总剂量不超过1g。

## 不良反应
1. 多见胃肠道反应：软便、腹泻、胃部不适、食欲不振、恶心、呕吐、嗳气等。
2. 血清病样反应较其他抗生素多见，小儿尤其常见，典型症状包括皮肤反应和关节痛。
3. 过敏反应：皮疹、荨麻疹、嗜酸性粒细胞增多、外阴瘙痒等。
4. 其他：血清氨基转移酶、尿素氮及肌酐轻度升高、蛋白尿、管型尿等。

## 注意事项
1. 与青霉素或头霉素有交叉过敏反应，因此对青霉素类、青霉素衍生物、青霉胺及头霉素过敏者慎用。
2. 肾功能减退及肝损害者慎用。
3. 有胃肠道疾病史者，特别是溃疡性结肠炎、局限性肠炎或抗生素相关性结肠炎者慎用。
4. 长期服用可致菌群失调，引发继发性感染。
5. 对实验室检查指标的干扰：抗球蛋白（Coombs）试验可出现阳性；孕妇产前应用，此阳性反应也可出现于新生儿。硫酸铜法尿糖试验可呈假阳性，但葡萄糖酶法试验不受影响；血清丙氨酸氨基转移酶、门冬氨酸氨基转移酶、碱性磷酸酶和血尿素氮可升高；采用Jaffe反应进行血清和尿肌酐测定时可有假性升高。

## 孕妇及哺乳期妇女用药
1. 孕妇慎用
2. 本药物可经乳汁排出，故哺乳期妇女应慎用或暂停哺乳。

## 外部連結
- MedlinePlus Drug Information: Cefaclor （页面存档备份，存于）